# バラ島

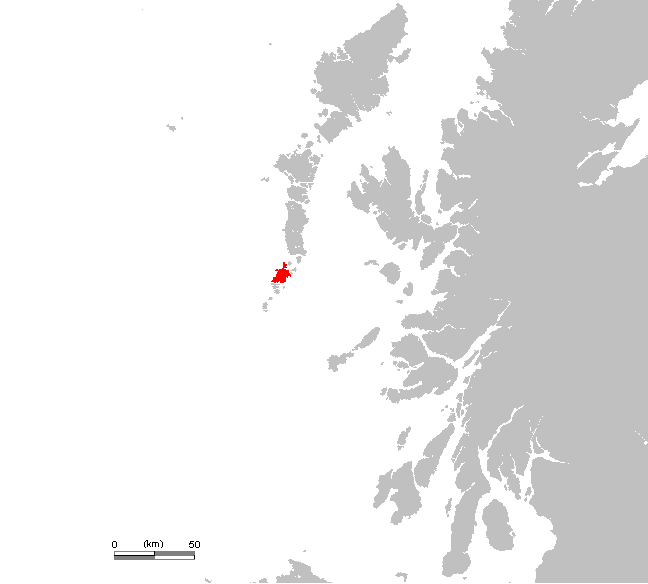
バラ島

バラ島 （Barra, スコットランド・ゲール語: Barraigh/Eilean Bharraigh, 古ノルド語: Barr-oy）は、スコットランド、アウター・ヘブリディーズ諸島の島。人口は1,078人（2001年）。住民はゲール語を話し、そのほとんどがカトリック教徒である。

## 歴史
中世より、氏族（クラン）のマクニール家が島を所有していた。
1838年、40代目の族長ロドリックが、島の所有権をゴードン大佐へ売却した。大佐は、ヒツジを飼うために住民のほとんどをアメリカ合衆国へ追い出した。バラ島がマクニール家に戻ったのは、1937年に45代目の族長でアメリカで建築家となっていたロバートが買い戻してからだった。
2003年、バラ島の所有権は、46代目族長イアンからスコットランド政府へ移管された。将来住民の要請があれば、所有権を住民へ移管するとしている。
2000年、現族長イアン・マクニールは、キシムル城をヒストリック・スコットランド（スコットランド政府の外局）へ移管した。